# 错那虎耳草
错那虎耳草（学名：Saxifraga auriculata var. conaensis）为虎耳草科虎耳草属下的一个变种。

## 扩展阅读
- 維基物種上的相關：错那虎耳草